# Alžběta Charlotta Orleánská
Alžběta Charlotta Orleánská (13. září 1676 Saint-Cloud – 23. prosinec 1744 Commercy), nazývaná Mademoiselle de Chartres, byla orleánská princezna, provdaná lotrinská vévodkyně a od roku 1736 kněžna z Commercy. Roku 1708 svému manželovi porodila budoucího císaře Svaté říše římské, Františka I. Štěpána.

## Původ
Alžběta Charlotta pocházela, jako dcera orleánského vévody Filipa I. (1640–1701), mladšího bratra krále Ludvíka XIV., a jeho druhé manželky, dcery falckého kurfiřta Karla I. Ludvíka, Alžběty Šarloty (Liselotty) (1652–1722), z rodu Bourbon-Orléans. Vyrůstala v na tehdejší dobu nepočetné rodině, její otec měl ze dvou manželství šest dětí, z nichž se dospělosti dožily pouze čtyři: Marie Luisa (1662–1689), Anna Marie (1669–1728), Filip (1674–1723) a nejmladší Alžběta Charlotta. Po sňatku svých dvou starších nevlastních sester Marie Luisy (jež se provdala za španělského krále Karla II.) a Anny Marie (provdané za sicilského krále Viktora Amadea II.) se stala nejvýše postavenou svobodnou princeznou, a tedy i nejžádoucnější nevěstou v Evropě.
Za svobodna nosila titul Mademoiselle de Chartres. V dětství byla svou matkou považována za „strašlivě divokou a hrubou jako chlapec“. K nechuti svého otce zdědila upřímnou povahu své matky, neváhajíc vyjadřovat přímočaře své názory.

### Manželství

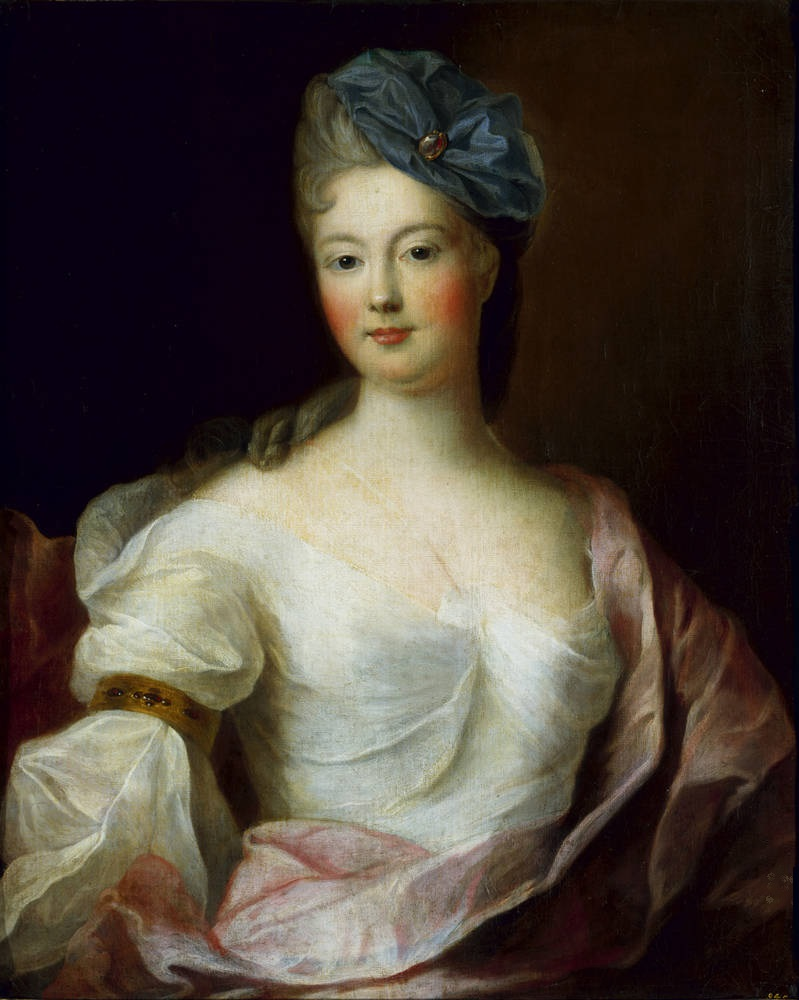
portrét Alžběty Charlotty Orleánské

Princeznina matka Liselotta chtěla, aby se její nejmladší dcera provdala na stejné prestižní úrovni jako její starší sestry, a doufala, že jejím ženichem se stane její ovdovělý bratranec Ludvík (1661–1711), francouzský Dauphin (zvaný Velký Dauphin), nebo jeho syn, rovněž Ludvík (1682–1712) (zvaný Malý Dauphin), to však nebylo možné.
Protože Liselotta opovrhovala nelegitimními potomky krále, zdálo se, že možnosti svazků s jeho rodinou jsou nevalné, avšak v roce 1692 i přes její odpor král prosadil sňatek jejího syna Filipa se svou nejmladší nemanželskou legitimizovanou dcerou ze spojení se svou oficiální milenkou Madame de Montespan, s Františkou Marií. Uvažovalo se tedy i o svatbě Alžběty Charlotty s bratrem Františky Marie Ludvíkem Augustem, vévodou z Maine, ten se však roku 1692 oženil s dcerou prvního Prince krve, Jindřicha III. de Bourbon-Condé.
Liselotte měla v záměru provdat svou dceru za anglického krále Viléma III. Oranžského, vdovce po královně Marii II. Stuartovně, avšak pro rozdílné vyznání k realizaci sňatku nedošlo.
Jiným kandidátem na ženicha Alžběty Charlotty byl císař Josef I. Habsburský; sňatek, který by znamenal spojení dvou věčně soupeřících rodů – Bourbonů a Habsburků, se však nerealizoval a ke spojení obou dynastií došlo až roku 1770, kdy se oženil francouzský následník trůnu Ludvík August s rakouskou arcivévodkyní Marií Antoinettou.
Alžběta Charlotta se nakonec 13. října 1698 v zámku ve Fontainebleau provdala za lotrinského vévodu Leopolda Josefa (1679–1729), syna Karla V. a jeho manželky, dcery císaře Svaté říše římské Ferdinanda III., Eleonory Marie. Manželství bylo důsledkem Smlouvy z Rijswijku, jíž byla ukončena tzv. Válka o falcké dědictví. Jednou z podmínek této mírové smlouvy bylo, že Lotrinského vévodství, jež bylo řadu let v moci Francie, nabude znovu Leopold Josef Lotrinský, syn lotrinského vévody Karla V. Alžběta Charlotta tak nebyla nic než prostředek k upevnění mírové smlouvy. Její matka posléze prohlásila, že její dcera  „byla obětí války“.

### Lotrinská vévodkyně
Manželství bylo skvělým spojením pro lotrinský panovnický dům, ale málo žádoucí pro Dceru Francie, tj. příslušnici francouzské panovnické dynastie, jež přesto přinesla lotrinskému panovnickému domu věno 900.000 liber. Někteří dokonce označovali tento sňatek za mesalianci a řada členů královské rodiny se při svatebním obřadu objevila ve smutečním oděvu, využivši jako záminku smrt syna vévody de Maine.
K překvapení všech, kdož očekávali, že toto spojení bude nešťastné, bylo výsledkem manželství, v němž panovala láska a štěstí. S příchodem dětí projevila Alžběta Charlotta velký mateřský smysl a lásku ke svým dětem.
Ani tomuto svazku se však nevyhnuly problémy: po deseti letech Alžbětin manžel věnoval svou pozornost jiné ženě, Anně Markétě de Lignéville, kněžně de Beauvau-Craon. Alžběta Charlotta nicméně na radu své matky zachovala klid a žila dál pod jednou střechou na zámku v Lunéville se svým manželem i jeho milenkou. Poté, co tento vztah (poměrně záhy) skončil, měl manželský pár ještě dalších pět dětí, mezi nimi i Františka Štěpána (1708–1765), manžela rakouské arcivévodkyně Marie Terezie, později císařovny Svaté říše římské a královny české a uherské.

### Regentka
Po smrti manžela v roce 1729 převzala vévodkyně Alžběta Charlotta manželovy vladařské povinnosti jako regentka svého syna Františka Štěpána, jenž byl vychováván ve Vídni. Vévodkynino regentství skončilo v roce 1737, když se František Štěpán vrátil do rodné země. Nedokázala zabránit tomu, aby její syn lotrinské vévodství, jehož osamostatnění vykoupila ona sama svým sňatkem, nepřepustil Francii (potažmo tchánovi Ludvíka XV., bývalému polskému králi Stanislavu Leszczyńskému, který vévodství dostal jako doživotní kompenzaci za odstoupení z polského trůnu), což byla podmínka vyslovení souhlasu francouzské strany s jeho sňatkem s Marií Terezií (1736). Téhož roku byla svým prasynovcem francouzským králem Ludvíkem XV. (syn její neteře Marie Adély, provdané vévodkyně burgundské), ustanovena jako suverénní kněžna z Commercy.
Alžběta Charlotta vyjednávala sňatek své nejmladší dcery Anny Charlotty s francouzským králem Ludvíkem XV., její záměr však ztroskotal na intrikách vévody de Bourbon. Později chtěla dohodnout dceřin sňatek se svým ovdovělým bratrancem Ludvíkem I. Orleánským, ten však odmítl (po předčasné smrti své milované ženy se již nikdy neoženil); dívka pak zvolila službu Bohu a stala se abatyší kláštera v Remiremontu.

### Potomci

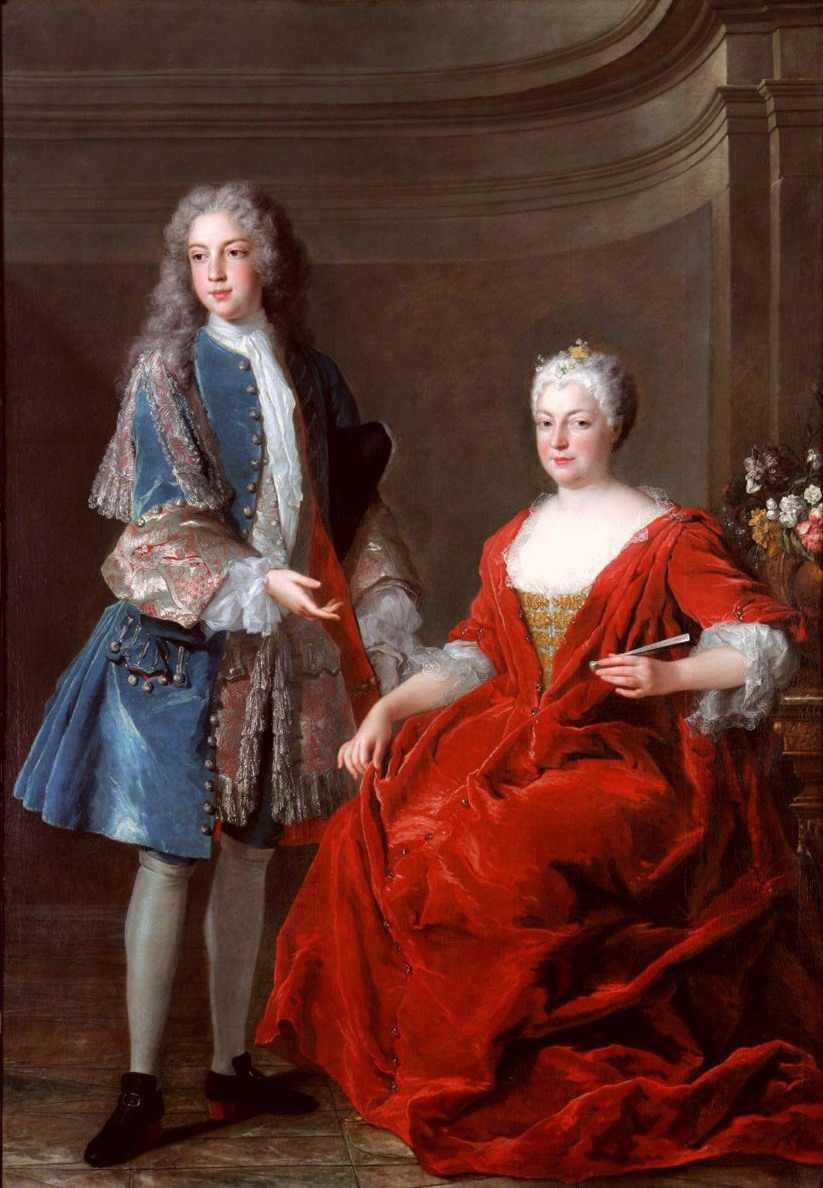
Alžběta Charlotta Orleánská, vévodkyně lotrinská, se svým synem Františkem Štěpánem (kolem roku 1723)

Z manželství Alžběty Charlotty Orleánské a Leopolda I. Lotrinského se narodilo čtrnáct dětí, z nichž však pouze čtyři se dožily dospělého věku. Tři z nich zemřely během jediného týdne roku 1711 jako oběť neštovic, jež zaútočily na zámek v Lunéville, venkovský dům lotrinské panovnické rodiny.
- Leopold (26. srpna 1699 – 2. dubna 1700)
- Alžběta Charlotta (21. října 1700 – 4. května 1711)
- Luisa Kristina (13. listopadu 1701 – 18. listopadu 1701)
- Marie Gabriela Charlotta (30. prosince 1702 – 11. května 1711)
- Ludvík (28. ledna 1704 – 10. května 1711)
- Josefa Gabriela (16. února 1705 – 25. března 1708)
- Gabriela Luisa (4. března 1706 – 13. června 1710)
- Leopold Klemens Karel (25. dubna 1707 – 4. června 1723)
- František Štěpán (8. prosince 1708 – 18. srpna 1765), ⚭ 1736 Marie Terezie Habsburská (13. května 1717 – 29. listopadu 1780), arcivévodkyně rakouská, uherská a česká královna, vévodkyně burgundská a hraběnka tyrolská
- Eleonora (4. června 1710 – 28. července 1710)
- Alžběta Tereza (15. října 1711 – 3. července 1741), ⚭ 1737 Karel Emanuel III. (27. dubna 1701 – 20. února 1773), vévoda savojský, král sardinsko-piemontský
- Karel Alexandr Emanuel (12. prosince 1712 – 4. července 1780), polní maršál, místodržící Rakouského Nizozemí, velmistr Řádu německých rytířů, ⚭ 1744 Marie Anna Habsburská (18. září 1718 – 16. prosince 1744)
- Anna Charlotta (17. května 1714 – 7. listopadu 1773), abatyše v Remiremont u Essenu
- dcera (*/† 28. listopadu 1718)

## Tituly a oslovení
- 13. září 1676 – 10. dubna 1684: Její Královská Výsost Mademoiselle de Chartres
- 10. dubna 1684 – 13. října 1698: Její Královská Výsost Mademoiselle
- 13. října 1698 – 27. března 1729: Její Královská Výsost vévodkyně lotrinská
- 27. března 1729 – 23. prosince 1744: Její Královská Výsost vévodkyně vdova lotrinská

## Vývod z předků
|                             |                                    |  |                     |                                      |  |  |  |  |  |  |  | Antonín Navarrský |
|                             |                                    |  |                     |                                      |  |  |  |  |  |  |  |                   |
|                             | Jindřich IV. Francouzský           |  |                     |                                      |  |  |  |  |  |  |  |                   |
|                             |                                    |  |                     |                                      |  |  |  |  |  |  |  |                   |
|                             |                                    |  |                     | Jana III. Navarrská                  |  |  |  |  |  |  |  |                   |
|                             |                                    |  |                     |                                      |  |  |  |  |  |  |  |                   |
|                             | Ludvík XIII.                       |  |                     |                                      |  |  |  |  |  |  |  |                   |
|                             |                                    |  |                     |                                      |  |  |  |  |  |  |  |                   |
|                             |                                    |  |                     | František I. Medicejský              |  |  |  |  |  |  |  |                   |
|                             |                                    |  |                     |                                      |  |  |  |  |  |  |  |                   |
|                             | Marie Medicejská                   |  |                     |                                      |  |  |  |  |  |  |  |                   |
|                             |                                    |  |                     |                                      |  |  |  |  |  |  |  |                   |
|                             |                                    |  |                     | Johana Habsburská                    |  |  |  |  |  |  |  |                   |
|                             |                                    |  |                     |                                      |  |  |  |  |  |  |  |                   |
|                             | Filip I. Orleánský                 |  |                     |                                      |  |  |  |  |  |  |  |                   |
|                             |                                    |  |                     |                                      |  |  |  |  |  |  |  |                   |
|                             |                                    |  |                     | Filip II. Španělský                  |  |  |  |  |  |  |  |                   |
|                             |                                    |  |                     |                                      |  |  |  |  |  |  |  |                   |
|                             | Filip III. Španělský               |  |                     |                                      |  |  |  |  |  |  |  |                   |
|                             |                                    |  |                     |                                      |  |  |  |  |  |  |  |                   |
|                             |                                    |  |                     | Anna Habsburská                      |  |  |  |  |  |  |  |                   |
|                             |                                    |  |                     |                                      |  |  |  |  |  |  |  |                   |
|                             | Anna Rakouská                      |  |                     |                                      |  |  |  |  |  |  |  |                   |
|                             |                                    |  |                     |                                      |  |  |  |  |  |  |  |                   |
|                             |                                    |  |                     | Karel II. Štýrský                    |  |  |  |  |  |  |  |                   |
|                             |                                    |  |                     |                                      |  |  |  |  |  |  |  |                   |
|                             | Markéta Habsburská                 |  |                     |                                      |  |  |  |  |  |  |  |                   |
|                             |                                    |  |                     |                                      |  |  |  |  |  |  |  |                   |
|                             |                                    |  |                     | Marie Anna Bavorská                  |  |  |  |  |  |  |  |                   |
|                             |                                    |  |                     |                                      |  |  |  |  |  |  |  |                   |
| Alžběta Charlotta Orleánská |                                    |  |                     |                                      |  |  |  |  |  |  |  |                   |
|                             |                                    |  |                     |                                      |  |  |  |  |  |  |  |                   |
|                             |                                    |  | Fridrich IV. Falcký |                                      |  |  |  |  |  |  |  |                   |
|                             |                                    |  |                     |                                      |  |  |  |  |  |  |  |                   |
|                             | Fridrich Falcký                    |  |                     |                                      |  |  |  |  |  |  |  |                   |
|                             |                                    |  |                     |                                      |  |  |  |  |  |  |  |                   |
|                             |                                    |  |                     | Luisa Juliana Oranžská               |  |  |  |  |  |  |  |                   |
|                             |                                    |  |                     |                                      |  |  |  |  |  |  |  |                   |
|                             | Karel I. Ludvík Falcký             |  |                     |                                      |  |  |  |  |  |  |  |                   |
|                             |                                    |  |                     |                                      |  |  |  |  |  |  |  |                   |
|                             |                                    |  |                     | Jakub I. Stuart                      |  |  |  |  |  |  |  |                   |
|                             |                                    |  |                     |                                      |  |  |  |  |  |  |  |                   |
|                             | Alžběta Stuartovna                 |  |                     |                                      |  |  |  |  |  |  |  |                   |
|                             |                                    |  |                     |                                      |  |  |  |  |  |  |  |                   |
|                             |                                    |  |                     | Anna Dánská                          |  |  |  |  |  |  |  |                   |
|                             |                                    |  |                     |                                      |  |  |  |  |  |  |  |                   |
|                             | Alžběta Šarlota Falcká             |  |                     |                                      |  |  |  |  |  |  |  |                   |
|                             |                                    |  |                     |                                      |  |  |  |  |  |  |  |                   |
|                             |                                    |  |                     | Mořic Hesensko-Kasselský             |  |  |  |  |  |  |  |                   |
|                             |                                    |  |                     |                                      |  |  |  |  |  |  |  |                   |
|                             | Vilém V. Hesensko-Kasselský        |  |                     |                                      |  |  |  |  |  |  |  |                   |
|                             |                                    |  |                     |                                      |  |  |  |  |  |  |  |                   |
|                             |                                    |  |                     | Anežka ze Solms-Laubachu             |  |  |  |  |  |  |  |                   |
|                             |                                    |  |                     |                                      |  |  |  |  |  |  |  |                   |
|                             | Šarlota Hesensko-Kasselská         |  |                     |                                      |  |  |  |  |  |  |  |                   |
|                             |                                    |  |                     |                                      |  |  |  |  |  |  |  |                   |
|                             |                                    |  |                     | Filip Ludvík II. z Hanau-Münzenbergu |  |  |  |  |  |  |  |                   |
|                             |                                    |  |                     |                                      |  |  |  |  |  |  |  |                   |
|                             | Amálie Alžběta z Hanau-Münzenbergu |  |                     |                                      |  |  |  |  |  |  |  |                   |
|                             |                                    |  |                     |                                      |  |  |  |  |  |  |  |                   |
|                             |                                    |  |                     | Kateřina Belgica Nasavská            |  |  |  |  |  |  |  |                   |
|                             |                                    |  |                     |                                      |  |  |  |  |  |  |  |                   |